# Christoph Koziol
Christoph Koziol (* 31. Oktober 1982 in Rosenheim) ist ein deutscher Eishockeyspieler, der seit 2015 für die Hannover Scorpions aus der Oberliga spielt.

## Karriere
Koziol begann seine Eishockeykarriere bei seinem Heimatverein, den Starbulls Rosenheim, für die er in der Saison 2001/02 erstmals in der ersten Mannschaft in der Landesliga Bayern zum Einsatz kam. Gleich in seiner ersten Saison gelang ihm mit Rosenheim der Aufstieg in die Regionalliga. Nach zwei Spielzeiten in der Regionalliga gewann er 2004 mit Rosenheim den Meistertitel in der Bayernliga und stieg in die Oberliga auf.
Nach zwei weiteren Jahren in Rosenheim suchte Koziol eine neue Herausforderung und wechselte zur Saison 2006/07 zu den Blue Devils Weiden. Nach einer Spielzeit verließ er den EV Weiden und schloss sich dem Zweitligisten EV Landsberg an. Nach dem Abstieg des EVL in die Oberliga wechselte Koziol zu den Hannover Indians, mit denen er 2008/09 Meister der Oberliga Nord wurde und in die 2. Liga aufstieg. Nach einer weiteren Saison in Hannover unterschrieb er zur Saison 2010/11 beim Oberliga-Aufsteiger Moskitos Essen.
Im Sommer 2011 schloss er sich dem EHC Dortmund an, wechselte aber nach Ende der Vorrunde zum Ligakonkurrenten Kassel Huskies.

## Karrierestatistik
(Legende zur Spielerstatistik: Sp oder GP = absolvierte Spiele; T oder G = erzielte Tore; V oder A = erzielte Assists; Pkt oder Pts = erzielte Scorerpunkte; SM oder PIM = erhaltene Strafminuten; +/− = Plus/Minus-Bilanz; PP = erzielte Überzahltore; SH = erzielte Unterzahltore; GW = erzielte Siegtore; 1 Play-downs/Relegation; Kursiv: Statistik nicht vollständig)